# Persone di nome Grace
| Questa pagina contiene informazioni ricavate automaticamente dalle voci biografiche con l'ausilio del template Bio e di un bot. L'aggiornamento è periodico e automatico e ricostruisce completamente la pagina. Se manca una persona in questa lista, sei pregato di non aggiungerla, ma accertati piuttosto che la sua voce biografica contenga il template Bio e che i dati anagrafici siano correttamente compilati. Se il template Bio manca, inseriscilo tu stesso o, in alternativa, metti l'avviso {{tmp\|Bio}} che ne segnala la mancanza. Se i dati riportati sono sbagliati, correggi direttamente la voce biografica; le modifiche saranno visibili in questa lista entro pochi giorni. Per chiarimenti vedi il progetto antroponimi. La lista contiene solo le 96 persone che sono citate nell'enciclopedia e per le quali è stato implementato correttamente il template Bio. Pagina aggiornata al 22 lug 2025. |

Questa è una lista di persone presenti nell'enciclopedia che hanno il nome Grace, suddivise per attività principale.

## Attiviste(2)
- Grace Abbott, attivista statunitense (Grand Island, n. 1878 - Chicago, † 1939)
- Grace Douglass, attivista statunitense (Burlington - Filadelfia, † 1842)

## Attrici(27)
- Gracie Allen, attrice e comica statunitense (San Francisco, n. 1895 - Los Angeles, † 1964)
- Grace Ambrose, attrice italiana (Roma, n. 1996)
- Grace Bradley, attrice statunitense (New York City, n. 1913 - Dana Point, † 2010)
- Grace Victoria Cox, attrice statunitense (Lexington, n. 1995)
- Grace Cunard, attrice, sceneggiatrice e regista statunitense (Columbus, n. 1893 - Los Angeles, † 1967)
- Grace Fulton, attrice, regista e produttrice televisiva statunitense (Vancouver, n. 1996)
- Grace Darmond, attrice canadese (Toronto, n. 1898 - Los Angeles, † 1963)
- Gracie Dzienny, attrice statunitense (Toledo, n. 1995)
- Grace Gealey, attrice statunitense (Butler, n. 1984)
- Grace George, attrice statunitense (New York, n. 1879 - New York, † 1961)
- Grace Gummer, attrice statunitense (New York, n. 1986)
- Grace Hartman, attrice statunitense (San Francisco, n. 1907 - Van Nuys, † 1955)
- Grace Henderson, attrice statunitense (Ann Arbor, n. 1861 - New York, † 1944)
- Jacqueline Hill, attrice britannica (Birmingham, n. 1929 - † 1993)
- Grace Kelly, attrice e modella statunitense (Filadelfia, n. 1929 - Monaco, † 1982)
- Grace La Rue, attrice e cantante statunitense (Kansas City, n. 1880 - Burlingame, † 1956)
- Vicky Lane, attrice e cantante irlandese (Dublino, n. 1926 - Contea di Broward, † 1983)
- Grace Lewis, attrice statunitense
- Grace Mouat, attrice britannica (n. 1996)
- Nichelle Nichols, attrice, cantante e ballerina statunitense (Robbins, n. 1932 - Silver City, † 2022)
- Grace Park, attrice statunitense (Los Angeles, n. 1974)
- Grace Phipps, attrice, cantante e ballerina statunitense (Austin, n. 1992)
- Grace Valentine, attrice statunitense (Springfield, n. 1884 - New York City, † 1964)
- Grace Van Patten, attrice statunitense (New York, n. 1996)
- Grace Lee Whitney, attrice statunitense (Ann Arbor, n. 1930 - Coarsegold, † 2015)
- Grace Williams, attrice statunitense (New York, n. 1894 - New York, † 1987)
- Grace Zabriskie, attrice statunitense (New Orleans, n. 1941)

## Attrici pornografiche(1)
- Annabel Chong, ex attrice pornografica singaporiana (Singapore, n. 1972)

## Biologhe(1)
- Grace Evelyn Pickford, biologa britannica (Bournemouth, n. 1902 - † 1986)

## Calciatrici(5)
- Grace Chanda, calciatrice zambiana (Ndola, n. 1997)
- Grace Clinton, calciatrice inglese (n. 2003)
- Grace Cutler, calciatrice statunitense (Fort Collins, n. 1997)
- Grace Kazadi, calciatrice francese (Montmorency, n. 2001)
- Grace Moloney, calciatrice irlandese (Slough, n. 1993)

## Canottiere(1)
- Grace Prendergast, ex canottiera neozelandese (Christchurch, n. 1992)

## Cantanti(7)
- Grace Chang, cantante e attrice cinese (Shanghai, n. 1933)
- Spice, cantante giamaicana (n. 1982)
- Grace Jones, cantante, attrice e modella giamaicana (Spanish Town, n. 1948)
- Grace Page, cantante, attrice e modella britannica (Reading, n. 1991)
- Saygrace, cantante australiana (Brisbane, n. 1997)
- Mallrat, cantante e rapper australiana (Brisbane, n. 1998)
- Grace Slick, cantante, musicista e pittrice statunitense (Evanston, n. 1939)

## Cantautrici(4)
- Daya, cantautrice statunitense (Pittsburgh, n. 1998)
- Grace Knight, cantautrice e musicista britannica (Manchester, n. 1955)
- Grace Potter, cantautrice e musicista statunitense (Waitsfield, n. 1983)
- Grace VanderWaal, cantautrice statunitense (Lenexa, n. 2004)

## Cestiste(2)
- Grace Berger, cestista statunitense (Louisville, n. 1999)
- Grace Daley, ex cestista statunitense (Miami, n. 1978)

## Cicliste su strada(1)
- Grace Brown, ex ciclista su strada australiana (Camperdown, n. 1992)

## Compositrici(1)
- Grace Mary Williams, compositrice gallese (Barry, n. 1906 - † 1977)

## Danzatrici(1)
- Sunny Choi, danzatrice e ex ginnasta statunitense (Cookeville, n. 1988)

## Dirigenti sportive(1)
- Grace Verbeke, dirigente sportiva e ex ciclista su strada belga (Roeselare, n. 1984)

## Filantrope(1)
- Grace Hightower, filantropa, attrice e cantante statunitense (Stati Uniti, n. 1955)

## First lady(1)
- Grace Anna Coolidge, first lady statunitense (Burlington, n. 1879 - Plymouth, † 1957)

## Fumettiste(1)
- Grace Drayton, fumettista e illustratrice statunitense (Filadelfia, n. 1878 - † 1936)

## Ginnaste(1)
- Grace McCallum, ginnasta statunitense (Cambridge, n. 2002)

## Giornaliste(1)
- Grace Coddington, giornalista e ex modella britannica (Anglesey, n. 1941)

## Imprenditrici(1)
- Grace Mugabe, imprenditrice e politica zimbabwese (Benoni, n. 1965)

## Karateka(1)
- Grace Lau, karateka hongkonghese (n. 1991)

## Lottatrici(1)
- Grace Bullen, lottatrice norvegese (Ghinda, n. 1997)

## Matematiche(1)
- Grace Murray Hopper, matematica, informatica e militare statunitense (New York, n. 1906 - Arlington, † 1992)

## Medici(1)
- Grace Cadell, medico scozzese (Carriden, n. 1855 - Yetts o'Muckhart, † 1918)

## Mezzofondiste(1)
- Grace Loinach Nawowuna, mezzofondista keniota (n. 2003)

## Mezzosoprani(2)
- Grace Bumbry, mezzosoprano e soprano statunitense (St. Louis, n. 1937 - Vienna, † 2023)
- Grace Hoffman, mezzosoprano statunitense (Cleveland, n. 1921 - Stoccarda, † 2008)

## Modelle(2)
- Grace Elizabeth, supermodella statunitense (Lake City, n. 1997)
- Grace Mahary, supermodella canadese (Edmonton, n. 1989)

## Musiciste(1)
- Grace Chatto, musicista e cantante britannica (Londra, n. 1985)

## Nuotatrici(1)
- Grace McKenzie, nuotatrice britannica (Garston, n. 1903 - Liverpool, † 1988)

## Ostacoliste(1)
- Grace Stark, ostacolista statunitense (White Lake Township, n. 2001)

## Pallavoliste(1)
- Grace Frohling, pallavolista statunitense (Edmond, n. 2001)

## Pattinatrici artistiche su ghiaccio(1)
- Gracie Gold, pattinatrice artistica su ghiaccio statunitense (Newton, n. 1995)

## Pianiste(1)
- Grace Bolen, pianista e compositrice statunitense (Kansas City, n. 1884 - Kilgore, † 1974)

## Pittrici(1)
- Grace Hartigan, pittrice statunitense (Newark, n. 1922 - Baltimora, † 2008)

## Politiche(2)
- Grace Meng, politica e avvocato statunitense (New York, n. 1975)
- Naledi Pandor, politica e docente sudafricana (Durban, n. 1953)

## Rivoluzionarie(1)
- Grace O'Malley, rivoluzionaria e pirata irlandese (Umhaill - Rockfleet Castle, † 1603)

## Sciatrici freestyle(1)
- Grace Henderson, sciatrice freestyle statunitense (Madbury, n. 2001)

## Scrittrici(5)
- Grace Aguilar, scrittrice britannica (Londra, n. 1816 - Francoforte sul Meno, † 1847)
- Grace James, scrittrice inglese (Tokyo, n. 1882 - Roma, † 1965)
- Grace McCleen, scrittrice britannica (Galles, n. 1981)
- Grace Ogot, scrittrice e politica keniota (Asembo, n. 1930 - Nairobi, † 2015)
- Grace Paley, scrittrice, poetessa e attivista statunitense (New York, n. 1922 - Thetford, † 2007)

## Statistiche(1)
- Grace Wahba, statistica statunitense (n. 1934)

## Supercentenarie(1)
- Grace Clawson, supercentenaria britannica (Londra, n. 1887 - St. Petersburg, † 2002)

## Tenniste(2)
- Grace Kim, ex tennista statunitense (Seul, n. 1968)
- Grace Min, tennista statunitense (Atlanta, n. 1994)

## Traduttrici(1)
- Grace Frick, traduttrice statunitense (Kansas City, n. 1903 - Northeast Harbor, † 1979)

## Tripliste(1)
- Grace Anigbata, triplista, altista e lunghista nigeriana (n. 1998)

## Tuffatrici(1)
- Grace Reid, tuffatrice britannica (Edimburgo, n. 1996)

## Velociste(1)
- Grace Jackson, ex velocista giamaicana (Saint Ann, n. 1961)

## Senza attività specificata(3)
- Grace Elliott, britannica (Edimburgo, n. 1754 - Ville-d'Avray, † 1823)
- Grace Elvina Hinds, statunitense (n. 1879 - Londra, † 1958)
- Grace Ingalls, statunitense (Burr Oak, n. 1877 - Manchester, † 1941)